# Portageville (Nueva York)
Portageville es un área no incorporada (o conocidas como aldea) ubicada en el condado de Wyoming en el estado estadounidense de Nueva York. Portageville se encuentra ubicada dentro del pueblo de Genesee Falls.

## Geografía
Portageville se encuentra ubicada en las coordenadas 42°34′11″N 78°02′24″O / 42.56972, -78.04000.